# Dorohowo
Dorohowo (biał. Дорагава, Dorahawa; ros. Дорогово, Dorogowo) – wieś na Białorusi, w obwodzie grodzieńskim, w rejonie korelickim, w sielsowiecie Cyryn.

## Historia
W dwudziestoleciu międzywojennym wieś i folwark leżące w Polsce, w województwie nowogródzkim, w powiecie nowogródzkim, w gminie Cyryn. W 1921 wieś liczyła 198 mieszkańców, zamieszkałych w 45 budynkach, wyłącznie Białorusinów wyznania prawosławnego. Folwark liczył zaś 6 mieszkańców, zamieszkałych w 1 budynku, wyłącznie Polaków wyznania rzymskokatolickiego.
Po II wojnie światowej w granicach Związku Sowieckiego. Od 1991 w niepodległej Białorusi.

## Ludzie związani z miejscowością
- Edward Baranowicz – podpułkownik kawalerii Wojska Polskiego i działacz niepodległościowy; urodzony i mieszkający w Dorohowie